# Медичний пункт батальйону
Меди́чний пу́нкт батальйо́ну (МПБ) — підрозділ медичної служби військової частини, призначений для медичного забезпечення мотострілецького, механізованого або танкового батальйону.
В наступальному бою МПБ переміщується за бойовими порядками батальйону згідно наміченого маршруту. В місцях зосередження уражених (гнізда поранених) МПБ зупиняється для надання долікарської (фельдшерської) допомоги. Після її надання, позначивши місце укриття встановленими знаками (сигналами), МПБ продовжує рух за батальйоном до наступних місць зосередження уражених. Евакуацію уражених і хворих з гнізд поранених в медичний пункт полку (МПП) організовує начальник медичної служби полку.
В оборонному бою МПБ розгортається за бойовими порядками рот у глибині району оборони батальйону в укриттях (інженерних спорудах, підвалах будинків, тощо). За найвіддаленішими від МПБ ротами створюються пости санітарного транспорту (ПСТ). Визначаються шляхи виносу (вивозу) уражених із рот до ПСТ і до МПБ. На МПБ ураженим надається долікарська допомога. Евакуацію уражених і хворих з МПБ в МПП організовує начальник медичної служби полку.
При виникненні вогнища масового ураження в батальйоні МПБ включається до складу рятувального загону та бере участь у ліквідації наслідків застосування супротивником зброї масового ураження.

Надання першої медичної допомоги пораненому

## Основні завдання
Основними завданнями МПБ є:
- розшук і збір поранених, вивезення (винесення) їх з поля бою, з підрозділів і вогнищ масових санітарних втрат штатними та доданими силами і засобами;
- виявлення в підрозділах хворих;
- надання пораненим і хворим першої медичної і долікарської допомоги, підготовка їх до подальшої евакуації;
- проведення в батальйоні санітарно-гігієнічних і протиепідемічних заходів, а також заходів медичної служби по захисту особового складу батальйону від зброї масового ураження.

На МПБ також покладається проведення медичної розвідки району розташування і бойових дій батальйону, забезпечення особового складу батальйону засобами профілактики і надання першої медичної допомоги, а санітарних інструкторів рот — медичним майном.

## Структура
Медичний пункт батальйону очолює начальник МПБ — лікар загальної практики. До складу МПБ входять санітарний інструктор, 2 санітари, старший водій-санітар, 3 водії-санітари.

## Оснащення
Для здійснення збору, надання медичної допомоги та евакуації поранених МПБ у своєму розпорядженні має:
- комплект «Польовий фельдшерський» (ПФ);
- сумки медичні військові (СМВ);
- комплекти «Перев'язувальні засоби стерильні» і «Шини»;
- апарат для штучної вентиляції легень ручний портативний ДП-10;
- інгалятор кисневий (КІ-4), шоломи для поранених у голову (ШР);
- лямки санітарні носилочні й спеціальні;
- санітарні ноші, ноші імобілізуючі вакуумні (НІВ-2).

Весь медичний склад МПБ забезпечений нарукавними знаками Червоного Хреста. Крім того, на оснащенні МПБ є 3 санітарних колісних транспортери ЛуАЗ-967, санітарний автомобіль УАЗ-452А і автопричіп 1-АП-0.5.

## Підпорядкування
Начальник МПБ підпорядковується командирові батальйону, а зі спеціальних питань виконує вказівки начальника медичної служби полку.